# Francisco José Gan Pampols
Francisco José Gan Pampols (Figueres, Alt Empordà, 25 d'abril de 1958) és un militar i alpinista català, nomenat el 2024 vicepresident de la Generalitat Valenciana, sota la presidència de Carlos Mazón.
Ingressà com a cadet a l'Acadèmia General Militar el 1975, i el 1980 assolí el grau de tinent. Alhora, és llicenciat en Ciències Polítiques i Sociologia, diplomat en Tropes de Muntanya i Estat Major, i especialista en carros de combat. Fins al seu ascens a coronel va estar destinat a la Brigada de Caçadors de Muntanya XLII.
Destacat alpinista, ha estat el tercer home a completar tres expedicions polars: pol sud geogràfic (Antàrtida), travessia Lapònia-Cap Nord (Finlàndia i Noruega) i pol nord geogràfic (sortida des de la costa de Sibèria, Rússia). A més, ha fet els pics de l'Everest, l'Aconcagua, el Kilimanjaro i el Nanga Parbat. El 1999 va ser un dels protagonistes del programa Al filo de lo imposible de TVE.
Alhora, ha estat cap d'instructors de simulació i maniobres de l'OTAN; cap d'operacions a Bòsnia i Hercegovina de l'ONU i l'OTAN el 1995 i el 1996; cap de l'Estat Major Operatiu de la Brigada Multinacional Oest a Kosovo (KFOR) el 2000 i el 2001, i cap de l'equip de Reconstrucció Provincial de Qala-e Naw, a l'Afganistan, el 2007. El desembre del 2009 fou ascendit a general de brigada i nomenat director de l'Acadèmia General Militar. Va deixar el càrrec el 2013, quan fou nomenat director del Centre d'Intel·ligència de les Forces Armades (CIFAS). El maig del 2017 va ser nomenat director de la Caserna General Terrestre d'Alta Disponibilitat amb seu a València. Va deixar el càrrec el gener del 2020 i fou substituït per Fernando García-Vaquero Pradal.